# 小沃季亞涅 (多林斯卡區)
48°6′4″N 32°44′27″E / 48.10111°N 32.74083°E
小沃季亞涅（烏克蘭語：Маловодяне），是烏克蘭中部的村莊，隸屬基洛夫格勒州的克羅皮夫尼茨基區。該村始建於1833年，面積1.2平方公里，海拔高度171米，2001年人口1,057，人口密度每平方公里883人。